# Altetopfstraße 9 (Quedlinburg)

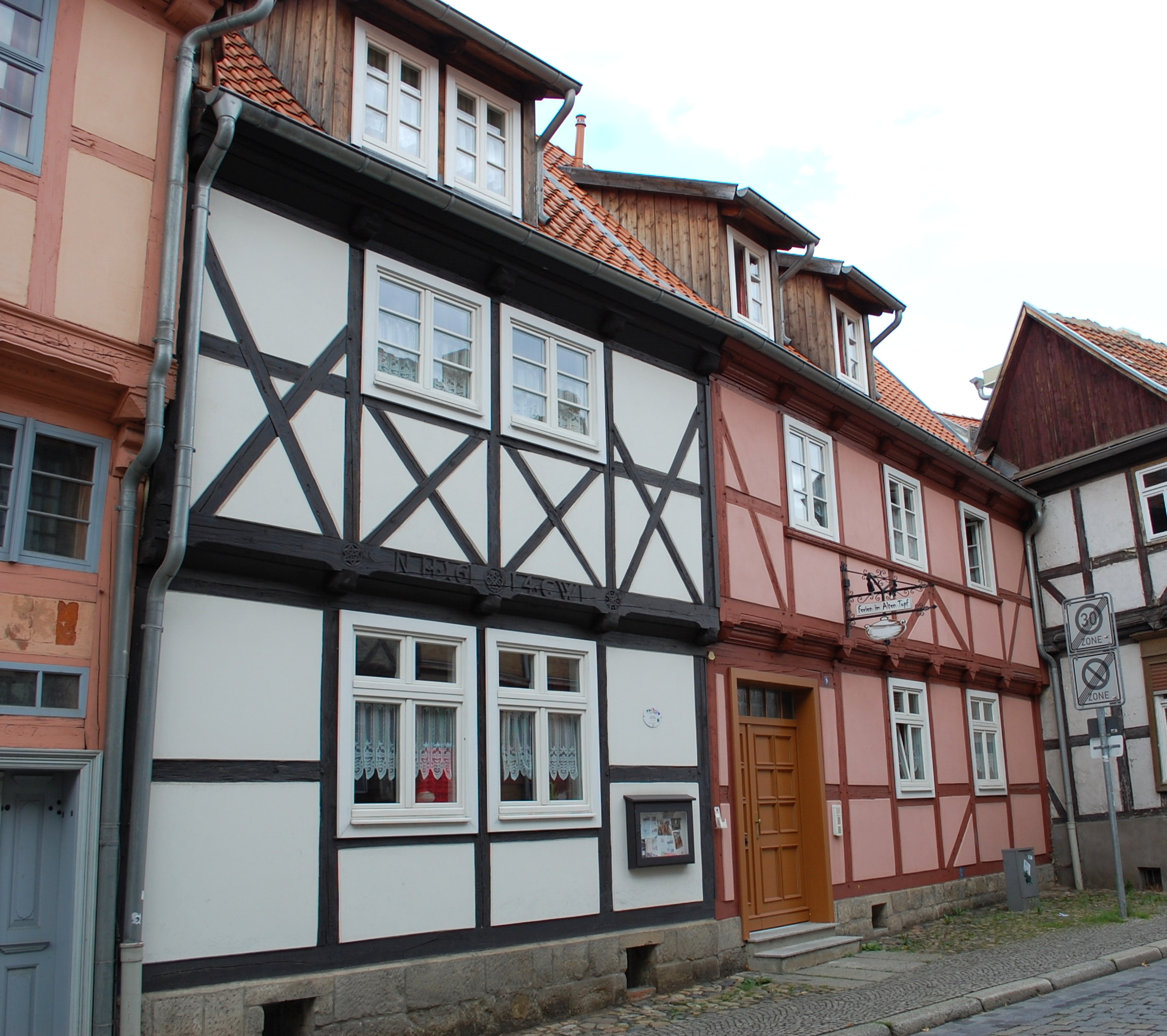
Altetopfstraße 9

Das Haus Altetopfstraße 9 ist ein Gebäude in der Stadt Quedlinburg in Sachsen-Anhalt. Es stand unter Denkmalschutz, der Schutzstatus wurde jedoch aufgehoben.

## Lage
Das Gebäude befindet sich südlich der historischen Quedlinburger Altstadt. Westlich grenzt das gleichfalls denkmalgeschützte Haus Altetopfstraße 10, östlich das Haus Altetopfstraße 8 an. Das Haus war im Quedlinburger Denkmalverzeichnis als Wohnhaus eingetragen.

## Architektur und Geschichte
Das Fachwerkhaus entstand in zwei Bauphasen. Der östliche Gebäudeteil entstand nach einer Inschrift im Jahr 1614. Die Fassade zeigt die Fachwerkform des Halben Manns. Darüber hinaus sind die Balkenköpfe in Walzenform gestaltet und mit Kerbschnittrosetten verziert. An der Stockschwelle findet sich ein Pentagramm, die Monogramme NH und GW sowie ein Handwerkerzeichen aus Stechzirkel, Beil und Winkeleisen. Das Handwerkerwappen ist das älteste erhaltene Zeichen seiner Art in Quedlinburg. Es befindet sich über einem Balkenkopf und ist von einem Kreis umrahmt, so dass es den links und rechts davon befindlichen kreisförmigen Ornamenten ähnelt.
Westlich hiervon befindet sich der jüngere, um 1680 entstandene, Gebäudeteil. Am Traufgesims und an der Stockschwelle sind Pyramidenbalkenköpfe eingearbeitet.
Das Gebäude stand zumindest in den 1990er Jahren unter Denkmalschutz. Die Unterschutzstellung wurde dann jedoch aufgehoben.